# Belovo, Rusia
Belovo (ru. Белово) este un oraș din Regiunea Kemerovo, Federația Rusă și are o populație de 82.425 locuitori.
1. ↑   http://archive.is/63QZ8# Lipsește sau este vid: |title= (ajutor)